# Định Khang vương
Định Khang Vương (mất 887, trị vì 886–887) là người trị vì thứ 50 của vương quốc Tân La. Ông là con trai thứ của Tân La Cảnh Văn Vương; anh ruột của ông là Tân La Hiến Khang Vương và em gái của ông sau này là Tân La Chân Thánh nữ vương. Ông có tên húy là Kim Hoảng (金晃, 김황).
Năm 886 Kim Hoảng (sử gọi là vua Tân La Định Khang Vương) lên ngôi khi người vương huynh là vua Tân La Hiến Khang Vương qua đời mà không có con trai kế vị.
Nhà nước được xây dựng bởi các bộ lạc Mạt Hạt, và vị trí của họ là ở An Biên phủ (Bắc Triều Tiên ngày nay) của vương quốc Bột Hải (đời vua Bột Hải Minh Tông). Họ trốn thoát trong phạm vi cai trị của vương quốc Bột Hải và cố gắng tham gia vào các mối quan hệ ngoại giao chống lại vương quốc Tân La (đời vua Định Khang Vương).
Cùng năm 886 nước Tân La (đời vua Định Khang Vương) xuất quân đi đánh chiếm nhiều thành trì của vương quốc Bột Hải (đời vua Bột Hải Minh Tông) tại Nam Hải phủ. Hai tiểu quốc Hắc Thủy quốc (黒水國) và Bảo Lộ quốc (寶露國) xuất hiện ở Nam Hải phủ - khu vực biên giới giữa vương quốc Bột Hải và Tân La. Điều này khiến cho lãnh thổ của Nam Hải phủ bị thu hẹp đáng kể. Nam Hải vương gửi thư xin vua Bột Hải Minh Tông gửi viện quân đến Nam Hải phủ chống địch. Vua Bột Hải Minh Tông sau đó gửi hàng chục vạn quân Bột Hải đến giữ Nam Hải phủ. Quân Hắc Thủy quốc, Bảo Lộ quốc và quân Tân La thấy vậy thì cho dừng việc xâm lược vương quốc Bột Hải lại.
Tuy nhiên, ông cũng qua đời ít hơn hai năm sau đó. Trong năm trị vì cuối vào năm 887, ông đã dập tắt cuộc nổi dậy của Kim Nhiêu (Kim Yo). Ông qua đời trong năm 887 và không có con trai kế vị, em gái ông là Kim Viên lên kế vị, tức là vua Tân La Chân Thánh nữ vương.
Lăng của Định Khang Vương nằm ở đông nam Bồ Đề tự (Borisa) ở Gyeongju.